# William Donald Schaefer Building
Das William Donald Schaefer Building, häufiger William Schaefer Building oder auch Donald Schaefer Building, ist ein Wolkenkratzer in Baltimore im US-Bundesstaat Maryland. Das Gebäude ist mit einer Höhe bis zum Dach von 150 m das vierthöchste Gebäude in Baltimore (Stand 2018). Zusammen mit dem Flaggenmast auf dem Dach des Gebäudes beträgt die Gesamthöhe 210 m, es ist somit das höchste Gebäude im Bundesstaat Maryland. Es besitzt 37 Stockwerke und wurde im Jahre 1992 fertiggestellt und eröffnet. Den Namen verdankt es dem Politiker William Donald Schaefer, der im Lauf seiner Karriere verschiedene öffentliche Ämter innehatte, insbesondere von 1971 bis 1986 das des Bürgermeisters der Stadt Baltimore und 1987 bis 1996 das des Gouverneurs des Bundesstaates Maryland. Der Wolkenkratzer wurde als Merritt Tower von der Merritt Commercial Savings and Loan Association erbaut, einer Spar- und Darlehenskasse, die 1985 im Zusammenhang mit der Savings-and-Loan-Krise unterging.